# Geissois superba
Geissois superba är en tvåhjärtbladig växtart som beskrevs av John Wynn Gillespie. Geissois superba ingår i släktet Geissois och familjen Cunoniaceae. Inga underarter finns listade i Catalogue of Life.